# Sauge
Sauge (toponimo francese) è un comune svizzero di 816 abitanti del Canton Berna, nella regione del Giura Bernese (circondario del Giura Bernese).

## Storia
Il comune di Sauge è stato istituitoil 1* gennaio 2014 con la fusione dei comuni soppressi di Plagne e Vauffelin; capoluogo comunale è Vauffelin.

## Geografia antropica

### Frazioni
Le frazioni di Sauge sono:
- Plagne[2]
- Vauffelin[3]
  - Frinvilier[4]

## Infrastrutture e trasporti
Sauge è servito dalla stazione di Frinvillier-Taubenloch sulla ferrovia Bienne-La Chaux-de-Fonds.